# Les Mesneux
Les Mesneux és un municipi francès, situat al departament del Marne i a la regió del Gran Est. L'any 2007 tenia 861 habitants.

## Demografia

### Població
El 2007 la població de fet de Les Mesneux era de 861 persones. Hi havia 304 famílies, de les quals 36 eren unipersonals (20 homes vivint sols i 16 dones vivint soles), 100 parelles sense fills, 152 parelles amb fills i 16 famílies monoparentals amb fills.
La població ha evolucionat segons el següent gràfic:
Habitants censats

### Habitatges
El 2007 hi havia 318 habitatges, 314 eren l'habitatge principal de la família i 4 estaven desocupats. 317 eren cases i 1 era un apartament. Dels 314 habitatges principals, 284 estaven ocupats pels seus propietaris, 28 estaven llogats i ocupats pels llogaters i 2 estaven cedits a títol gratuït; 4 tenien tres cambres, 44 en tenien quatre i 266 en tenien cinc o més. 287 habitatges disposaven pel capbaix d'una plaça de pàrquing. A 96 habitatges hi havia un automòbil i a 213 n'hi havia dos o més.

### Piràmide de població
La piràmide de població per edats i sexe el 2009 era:
| Homes | Edats   | Dones |
| ----- | ------- | ----- |
| 0     | 95 o +  | 0     |
| 4     | 90 a 94 | 8     |
| 0     | 85 a 89 | 0     |
| 4     | 80 a 84 | 8     |
| 0     | 75 a 79 | 8     |
| 12    | 70 a 74 | 12    |
| 16    | 65 a 69 | 12    |
| 8     | 60 a 64 | 12    |
| 28    | 55 a 59 | 20    |
| 44    | 50 a 54 | 28    |
| 56    | 45 a 49 | 56    |
| 36    | 40 a 44 | 40    |
| 40    | 35 a 39 | 36    |
| 4     | 30 a 34 | 16    |
| 24    | 25 a 29 | 8     |
| 8     | 20 a 24 | 36    |
| 36    | 15 a 19 | 60    |
| 56    | 10 a 14 | 32    |
| 12    | 5 a 9   | 28    |
| 24    | 0 a 4   | 12    |

## Economia
El 2007 la població en edat de treballar era de 603 persones, 425 eren actives i 178 eren inactives. De les 425 persones actives 402 estaven ocupades (207 homes i 195 dones) i 23 estaven aturades (12 homes i 11 dones). De les 178 persones inactives 49 estaven jubilades, 88 estaven estudiant i 41 estaven classificades com a «altres inactius».

### Ingressos
El 2009 a Les Mesneux hi havia 316 unitats fiscals que integraven 879,5 persones, la mediana anual d'ingressos fiscals per persona era de 27.048 €.

### Activitats econòmiques
Dels 30 establiments que hi havia el 2007, 2 eren d'empreses alimentàries, 2 d'empreses de fabricació d'altres productes industrials, 7 d'empreses de construcció, 7 d'empreses de comerç i reparació d'automòbils, 1 d'una empresa d'hostatgeria i restauració, 4 d'empreses immobiliàries, 3 d'empreses de serveis, 1 d'una entitat de l'administració pública i 3 d'empreses classificades com a «altres activitats de serveis».
Dels 10 establiments de servei als particulars que hi havia el 2009, 1 era un taller de reparació d'automòbils i de material agrícola, 1 paleta, 1 guixaire pintor, 1 fusteria, 2 electricistes, 1 empresa de construcció, 2 perruqueries i 1 agència immobiliària.
Dels 2 establiments comercials que hi havia el 2009, 1 era una gran superfície de material de bricolatge i 1 una botiga de menys de 120 m².
L'any 2000 a Les Mesneux hi havia 14 explotacions agrícoles.

## Equipaments sanitaris i escolars
El 2009 hi havia una escola elemental.

## Poblacions més properes
El següent diagrama mostra les poblacions més properes.